# Frans Van Den Bosch
François „Frans“ Van Den Bosch (* 8. September 1934 in Broechem (Provinz Antwerpen)) ist ein ehemaliger belgischer Radrennfahrer.

## Sportliche Laufbahn
Van Den Bosch war im Straßenradsport aktiv. Er war Teilnehmer der Olympischen Sommerspiele 1956 in Melbourne. Im olympischen Straßenrennen kam er beim Sieg von Ercole Baldini auf den 42. Platz. In der Mannschaftswertung im Straßenrennen kam Belgien mit Frans Van Den Bosch auf den 7. Rang.
1956 gewann er Etappen in der Belgien-Rundfahrt der Amateure und im Omloop der 9 Provincies. Im Rennen Schaal Sels Merksem wurde er hinter Jozef Schils Zweiter. 1957 hatte er erneut einen Etappenerfolg in der Belgien-Rundfahrt der Amateure. Von 1957 bis 1959 startete er als Unabhängiger.